# Beni Irnian
 (février 2022).
Les Beni Irnian sont, au Moyen Âge, une tribu berbère zénète, descendante d'Isliten, principalement localisée dans le bassin de la Moulouya, dans ce qui correspond aujourd'hui au Maroc oriental.
La majeure partie des Irnian occupait le bassin de la Moulouya, dans le Maghreb al-Aqsa, de Sijilmassa jusqu'à Guercif, d'où ils avaient pour voisins les Meknassas, avec qui ils vivaient en étroite union. Les Beni Irnian ont établi de nombreuses bourgades le long de la Moulouïa, notamment près d'Outat El Haj.
Entre le IXe et Xe siècles, les Beni Irnian se distinguent par leur bravoure et puissance à l'époque des règnes des califes omeyyades de Cordoue, Al-Hakam II et Almanzor. En effet, ces souverains attirent un grand nombre de Zénètes en Ibérie, dont parmi-eux de nombreux Beni Irnian. Les Irnian forment rapidement la portion la plus brave et la plus redoutable des milices berbères d'al-Andalus.
Les Beni Irnian qui vivaient sous l'autorité des Meknassas, ont continué à occuper la Moulouya après que les Maghraouas se soient substitués aux Meknassas dans la région. Les Beni Outat, branche des Beni Irnian, se trouvaient dans les ksour de la moyenne Moulouya, autour d'Outat El Haj.
Chassés dans le désert à l'époque almoravide, puis almohade, les Beni Irnian se mêlent avec les Mérinides dans le désert. Certaines branches dont les Beni Outat trop faible pour s'adonner à la vie de nomade, se contentaient de payer l'impôt au pouvoir dominant. Les Mérinides nomadisaient le désert qui sépare Figuig de la Moulouya et du Za. Lorsque ces derniers s'emparent du pouvoir, les Beni Irnian deviennent des partisans actifs du pouvoir mérinide, et se voit rétablir leur ancien territoire de la Moulouïa, en plus de la ville de Maâmora, et d'une autre ville dans la plaine de Salé.